# اکونازول
اکونازول (انگلیسی: Econazole) یک داروی ضد قارچ از دسته ایمیدازول است.
این دارو در سال ۱۹۶۸ ثبت اختراع شد و در سال ۱۹۷۴ برای استفاده پزشکی تأیید شد.

## مصارف پزشکی
اکونازول به‌عنوان کرم برای درمان عفونت‌های پوستی مانند پای ورزشکاران، کچلی، تینه‌آ ورسیکالر، درماتوفیتوز و تینیا کروریس استفاده می‌شود. همچنین در کانادا با نام تجاری Ecostatin به عنوان تخمک واژینال برای درمان برفک واژن فروخته می‌شود.

## عوارض جانبی
حدود ۳ درصد از بیماران تحت درمان با کرم نیترات اکونازول عوارض جانبی را گزارش کردند. شایع‌ترین علائم سوزش، خارش، قرمزی (اریتم) و یک بار شیوع بثورات خارش دار بود.

## سنتز

سنتز اکونازول: (۱۹۷۰، ۱۹۷۳ هر دو متعلق به شرکت جانسن).